# Tetracentrum apogonoides
Tetracentrum apogonoides är en fiskart som beskrevs av William John Macleay, 1883. Tetracentrum apogonoides ingår i släktet Tetracentrum och familjen Ambassidae. Inga underarter finns listade i Catalogue of Life.